# Munga-Thirri-Nationalpark
Der Munga-Thirri-Nationalpark (früher Simpson-Desert-Nationalpark) ist mit 10.143 Quadratkilometer der größte Nationalpark in Queensland in Australien. Der Park liegt 1495 Kilometer westlich von Brisbane und 79 Kilometer von Birdsville entfernt und schützt den nordöstlichen halbwüstenhaften Randbereich der Simpsonwüste.

## Lage
Erreicht werden kann der Park über Birdsville auf dem Old Birdsville Track, der einen Kilometer westlich der in Birdsville befindlichen Polizeistation beginnt. Nach 35 Kilometern wird die große „Big-Red“-Sanddüne erreicht, und nach weiteren 130 Kilometern ist dieser Track nur mehr mit allradangetriebenen Fahrzeugen befahrbar. Zur Weiterfahrt in den streng geschützten südaustralischen Simpson Desert Conservation Park ist der Erwerb des Desert Parks Pass notwendig. In der Regenzeit ist der gesamte Track nicht befahrbar.

## Landesnatur
Die Sanddünen des Parks bewegt der Wind seit dem Pleistozän vor 80.000 Jahren in nordwestliche Richtung. Sie sind bis zu 200 Kilometer lang. Nach Regenfällen entstehen große Wasserlöcher und Überschwemmungsgebiete, die nach dem Austrocknen kilometerweite Blumenfelder bilden. Dieses Land wird Channel Country genannt. Der Nationalpark hat ein arides Klima. Die „Wüste“ ist größtenteils ein Buschland mit kleinen Bäumen und Sträuchern und sie wird durch Mitchellgras und Spinifex-Gräser dominiert. Im Nationalpark leben Säugetiere, Reptilien und über 180 Vogelarten. Die wohl bekanntesten Reptilien des Nationalparks sind der Einsiedelwaran (Varanus eremius), der Goulds Waran (Varanus gouldii) und die Gecko-Art Heteronotia binoei.

## Einrichtungen und Zufahrt
Vor dem Betreten des Parks muss eine Campingerlaubnis eingeholt werden. Im Park gibt es keine Versorgungsstationen. Zum Befahren dieses Nationalparks ist Outback-Erfahrung erforderlich. Es wird empfohlen, Funkgerät und Satellitentelefon mitzuführen. Die Temperaturen im Nationalpark können im Sommer bis zu 50 °C ansteigen.